# Selaginella dregei
Selaginella dregei là một loài dương xỉ trong họ Selaginellaceae. Loài này được C. Presl Hieron. mô tả khoa học đầu tiên năm 1900.